# エコの作法 〜明日の美しい生き方へ〜
『SHISEIDO presents エコの作法 〜明日の美しい生き方へ〜』（しせいどう プレゼンツ エコのさほう 〜あすのうつくしいいきかたへ〜）は、2011年4月1日から2014年10月3日まで、毎週金曜日の22:00 - 22:54（JST）にBS朝日で放送されていた教養・ドキュメンタリー番組である。ナレーションは女優の竹内結子。タイトルデザインは清川あさみが担当。
日本人の育んできた「美の心」の視点から、日本で暮らし日本を愛する外国人ナビゲーターが「エコ」を探究していく。本放送と再放送を2週間周期で交互に行っている。2013年1月4日には、新春2時間スペシャルを放送。竹内結子がスペシャルナビゲーターとして伊勢神宮を訪れた。

## スタッフ
- ナレーション：竹内結子、大川泰樹
- タイトルデザイン：清川あさみ
- オープニングテーマ：Arabesque/FPM
- エンディングテーマ：OTHER STORIES/FPM
- 構成：(中村)有里、太宰麻帆、田代裕　ほか
- リサーチ：原純子
- 撮影：川端智、吉本順一、安田浩一、横垣哲也、山田肇、森威宏　ほか
- ＶＥ：岩崎伸也、奈良岡信一　ほか
- 音声：松山智　ほか
- 企画協力：作田賢一、榎本圭太、並河進、熊埜御堂由香（電通）
- 営業：五十嵐豊（BS朝日）
- 編集：平田亜由美
- ＭＡ：白井俊彦、古谷栄美、大滝智之
- 音効：岩下康洋（サウンドエッグノッグ）
- 技術協力：スパイラルビジョン、マイシャ、ヌーベルバーグ、Heart Beatz（ハートビーツ）、V-OUT、BRAIN、glow、ジーリンクスタジオ　ほか
- 広報：田中久美香（BS朝日）
- 音楽協力：BS朝日サウンズ、テレビ朝日ミュージック
- ディレクター：玉井昭彦、井村秀樹、河合希絵、末永みはる、高橋恵理香、小島直登、山下哲、堀越順次、加賀佐知子　ほか
- 監修 (スーパーバイザー)：善本真也（以前はディレクター）
- プロデューサー：有賀史英（BS朝日）、高橋京子（EAST）
- 制作：BS朝日、EAST ENTERTAINMENT